# 葛摩
科摩罗联盟（法語：Union des Comores），通稱科摩罗，是非洲阿拉伯国家岛国，位于印度洋莫桑比克海峡北部，莫桑比克和马达加斯加之间。主要领土为三座火山岛：大科摩罗島、莫埃利岛以及昂儒昂岛。此外，科摩罗联盟政府宣称法国统治的马约特岛也属于科摩罗。科摩罗的领土还包括了其他许多小型岛屿。国名科摩罗来源于阿拉伯语（al-qamar），意为月亮，在科摩罗的国旗上有月亮的标志。

## 歷史
最早发现科摩罗群岛的可能是腓尼基人，而考古发掘显示最早在科摩罗定居的是来自马达加斯加的南岛语系的居民。接着非洲大陆的班图人、阿拉伯人和来自印度尼西亚的移民接踵而来。
1505年，葡萄牙的探险者拜访了该群岛。在1841年至1912年间，法国在科摩罗建立了殖民地，属于马达加斯加总督治下。1946年成为法国“海外领地”。1961年通过议会投票取得内部自治。1973年与法国签订协定，法国承认科摩罗独立。1975年7月6日，科摩罗议会通过决议，宣布独立，国号为“科摩罗国”。但来自马约特的代表对该决议投了弃权票，并决定继续接受法国的统治，在之后1974年和1976年的两次公决中，马约特依然反对从法国独立，两次公投中反对独立的比率分别是63.8%和99.4%。1975年8月3日—1978年5月13日，科摩罗人民民主联盟执政，推行社会主义政策。1978年5月23日，改国名为“科摩罗伊斯兰联邦共和国”
1997年，昂儒昂和莫愛利分别宣布脫離科摩罗独立，科摩罗政府之后试图以武力维护统一的行动未能成功。非洲联盟在南非总统姆贝基的主持下对各方进行了调解，各方同意每个岛都有一个自治政府，而之上则有一个三岛联合政府。2001年12月，三岛领导人签署《丰博尼协议》，将国名改为“科摩罗联盟”，联盟政府把大部分权力下放给岛屿政府，每个政府由1名总统领导；联盟总统虽然由全国选举产生，但每5年由各岛屿人士轮换。2005年初，科摩罗通过了一部法律以界定三个自治政府以及联合政府的职责，该法律目前已在实施。
2006年5月16日，科摩罗全国选举委员会宣布，在14日举行的总统选举第二轮投票中，艾哈迈德·阿卜杜拉·穆罕默德·桑比得票率为58.14%，当选科摩罗联盟新总统。
2023年2月，葛摩聯盟總統阿扎利·阿苏马尼出任非洲聯盟組織主席。

## 政治
科摩罗的政体是联邦结构下的总统制和地方分权制，联邦的立法权同时属于政府和国会。
科摩罗总统同时是国家元首和政府首脑，宪法赋予三岛的每一个都有自己的省長处理岛内事务。总统任期为5年，最多可担任两届。2018年科摩罗宪法公投前，宪法规定总统由三岛轮流出任，这次公投废除了这条规定。
科摩罗议会为一院制，议会有33个席位，其中24个属于联邦，由地区直选产生，其余9个分属于三岛。
科摩罗最高法院由8位法官组成，其中2位由总统任命，2位由联邦议院选举，3位由每个岛的议会各选举一位，最后1位由前总统担任。

## 行政區劃
葛摩聯盟原由大葛摩島、昂儒昂島、莫埃利島與馬約特島共同組成。馬約特島於2011年成為法國海外省。葛摩現有三個自治島：
- 大葛摩島（Grande Comore），首府莫羅尼。
- 昂儒昂島（Anjouan），首府穆察穆杜。
- 莫愛利島（Mohéli），首府豐博尼。

### 重要城鎮
- 大科摩罗岛
  - 莫羅尼

### 科摩罗主张领土（法国实际控制）
- 马约特島
- 格洛裡厄斯群島

## 地理

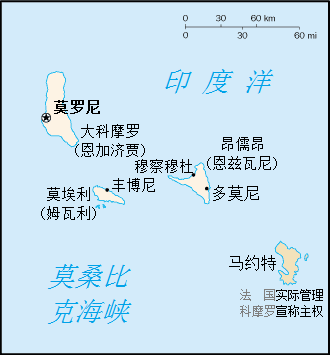
科摩罗全國圖

### 地形
科摩罗群岛由四个主要岛屿组成，其中的三个组成了科摩罗联盟，马约特岛依然为法国统治。科摩罗群岛位于印度洋，在非洲海岸和马达加斯加之间。群岛上有数座或低矮或峻峭的火山，多为死火山，唯一大科摩罗岛上的高达2,316米（7,598英尺）的卡尔塔拉山是一座活火山。多森林。

### 气候
热带气候，5－10月凉爽干燥，11月至次年4月炎热潮湿。年降水量1,000－3,000毫米。

## 人口
科摩罗人主要是非洲裔和阿拉伯裔混血，其中86%居住在三座主要的岛屿上。虽然伊斯兰教是科摩罗的国教，科摩罗大体上接受了阿拉伯文化，但基督教和法国文化也深刻影响着科摩罗。科摩罗的少数民族主要是印度裔以及操克里奥尔语的混血儿。
科摩罗的语言主要是科摩罗语，而法语、阿拉伯语以及马尔加什语也是广泛使用的语言。其中前三者也是科摩罗的官方语言。

## 經濟
科摩罗是世界上最贫穷的国家之一，农业是该国的经济支柱，包括了渔业、狩猎以及林业。
科摩罗的交通系统很不发达，人口低龄化且增长迅速，缺乏自然资源。教育水平低下导致主要劳动力只能从事体力劳动，技术工作完全依赖于外国的协助和捐赠。80%的人口从事农业劳动，农业在国内生产总值中占了40%的比重，而出口货物主要也是农产品。
科摩罗政府正在努力提高教育和技术水準，发展贸易和工业企业，提高卫生条件，尽力使出口品种多样化，发展旅遊业以及降低人口增长率。
科摩罗政府宣布“Banc du Geyser”暗礁和法国占据的荣光群岛是科摩罗的专属经济区，但被法国拒绝。

### 機場

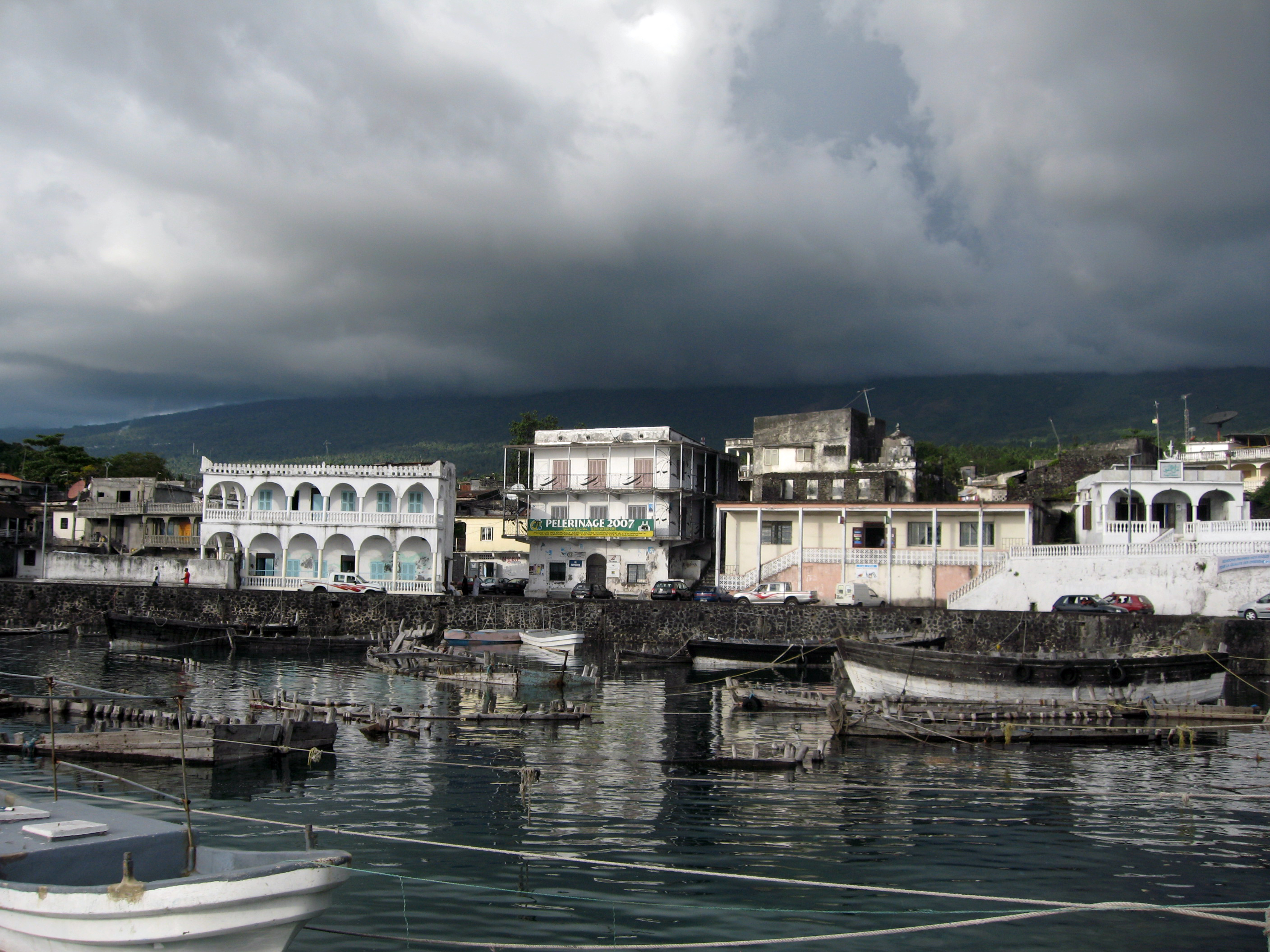
莫羅尼

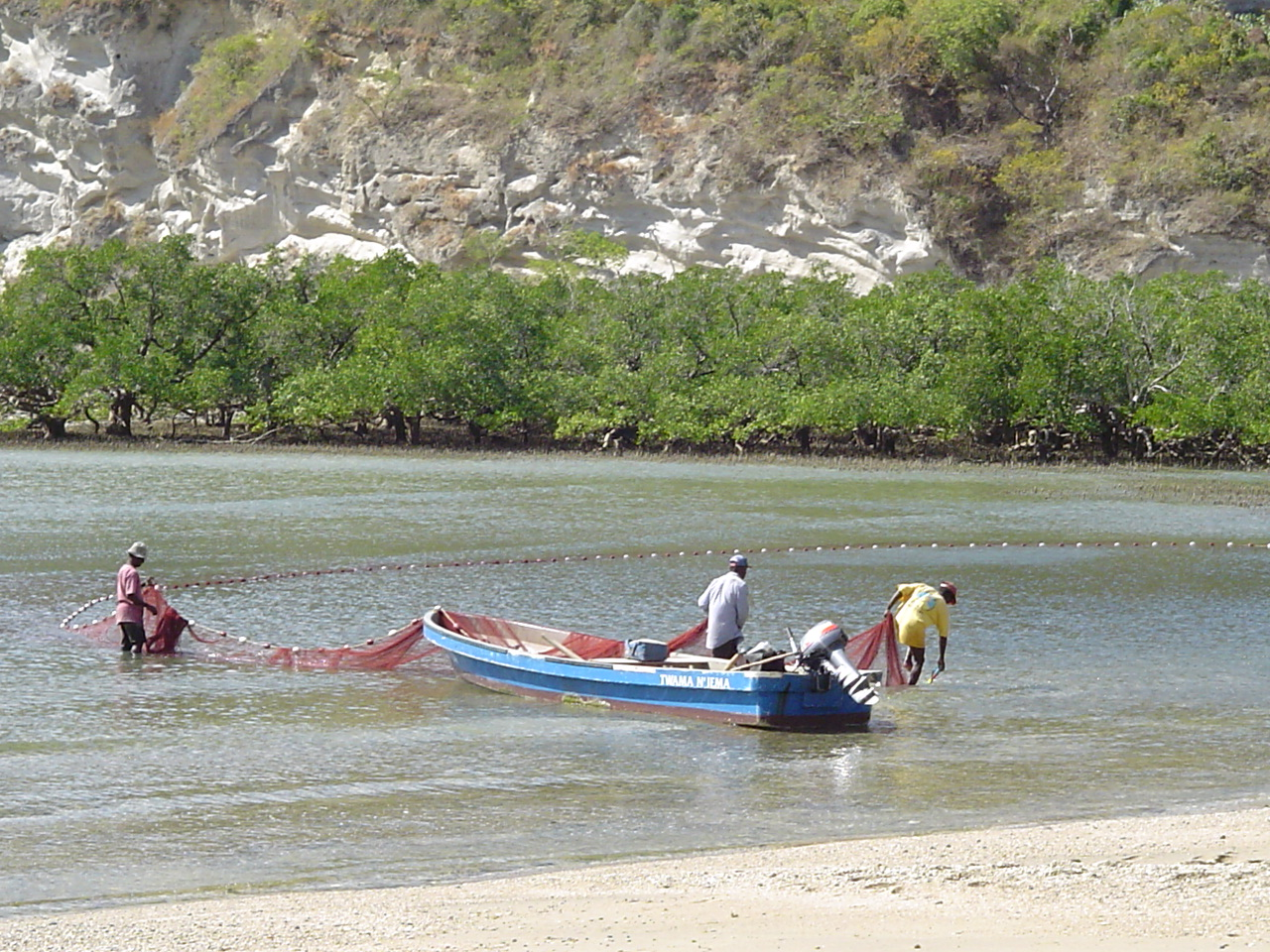
近海漁業

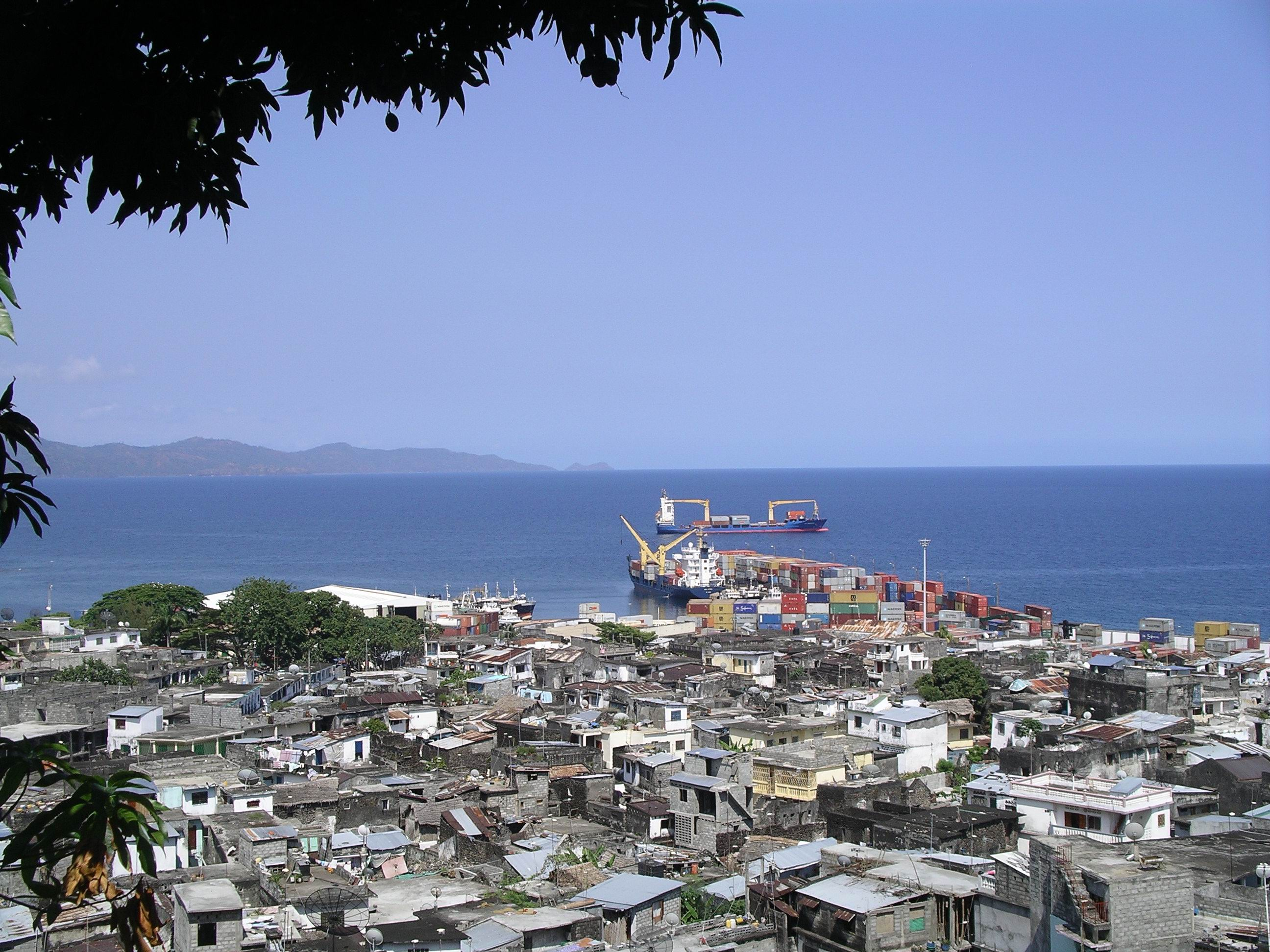
穆察穆杜的城區

葛摩軍隊

## 文化传媒
科摩罗没有官方报纸，大科摩罗岛出版的《祖国报》是最主要的地方报纸，官方管理的科摩罗广播电视局负责监督该国的广播电视事业。
科摩罗最主要的节日是独立日，为7月6日。

## 外部連結
- Anjouan.net （页面存档备份，存于）
- 科摩罗政府网站